# Санґ-е-Біджар-Баст-Багамбар
Санґ-е-Біджар-Баст-Багамбар (перс. سنگ بيجاربست بهمبر) — село в Ірані, у дегестані Зіябар, в Центральному бахші, шагрестані Совмее-Сара остану Ґілян. У переписі 2006 року вказане як окремий населений пункт, але без відомостей про чисельність населення.